# Orchestina pilifera
Orchestina pilifera är en spindelart som beskrevs av Raymond Comte de Dalmas 1916. Orchestina pilifera ingår i släktet Orchestina och familjen dansspindlar.
Artens utbredningsområde är Sri Lanka. Inga underarter finns listade i Catalogue of Life.